# Хоменко Іван Антонович
Іван Антонович Хоменко  (17 лютого 1923, село Степанки, тепер Черкаський район, Черкаська область — 1 січня 2006 Красноград Харківська область) — радянський військовик, полковник.

## Життєпис
Народився в селянській родині. Закінчив 10 класів Хацківської середньої школи і вчительські курси. Працював учителем середньої школи в смт. Старобешеве Сталінської області.
У Червоній армії з серпня 1941 року. Закінчив Омське артилерійське училище в 1942 році. У діючій армії з листопада 1942 року, служив командиром батареї 318-го гвардійського мінометного полку Ленінградського фронту.
Член ВКП(б) з 1943 року.
Після війни продовжував служити в армії. У 1953 році закінчив Військову артилерійську інженерну академію імені Дзержинського, в 1957 році — академічні курси при академії. У Ракетних військах стратегічного призначення з липня 1960 року: командир 29-ї ракетної бригади, заступник командира 46-ї ракетної дивізії, командир бази зберігання Головного управління Міністерства оборони СРСР. З 1975 року полковник Хоменко — в запасі.
Потім працював начальником відділу в Інституті радіофізики та електроніки в місті Харків. Помер 1 січня 2006 року. Похований на цвинтарі міста Краснограда Харківської області.

## Нагороди
- Герой Радянського Союзу (18.11.1944)
- також нагороджений орденом Леніна, двома орденами Вітчизняної війни 1-го ступеня, орденами «За службу Батьківщині в Збройних Силах СРСР» 3-го ступеня, «Знак Пошани», медалями.